# On the Pupil of His Eye
On the Pupil of His Eye è un cortometraggio muto del 1912 diretto da Van Dyke Brooke e Maurice Costello.

## Produzione
Il film fu prodotto dalla Vitagraph Company of America.

## Distribuzione
Distribuito dalla General Film Company, il film - un cortometraggio di una bobina - uscì nelle sale cinematografiche statunitensi il 5 luglio 1912.